# ريدج ريسر ريفولوشن
ريدج ريسر ريفولوشن (بالإنجليزية: Ridge Racer Revolution)، هي لعبة فيديو يابانية، من تطوير ونشر شركة نامكو، صدرت اللعبة في الأسواق سنة 1995، وتعمل حصراً على منصة بلاي ستيشن، وهي الجزء الرابع من السلسلة الرئيسية للعبة ريج ريسر.